# Brandon Sanderson
Brandon Sanderson (Lincoln, 19 dicembre 1975) è uno scrittore statunitense di letteratura fantasy.

È l’autore di bestseller come la saga di Mistborn e dei romanzi delle Cronache della Folgoluce. Ha vinto il Premio Hugo per il miglior romanzo breve con L’anima dell’imperatore. Inoltre, è stato scelto per completare la serie della Ruota del Tempo di Robert Jordan dopo la morte di quest'ultimo.

## Biografia
Nato a Lincoln, in Nebraska il 19 dicembre del 1975, risiede ad American Fork, Utah. Ha un fratello, Jordan Sanderson. Si è diplomato in scrittura creativa nel 2005 presso la Brigham Young University, dove insegna.

### Carriera
Il primo romanzo da lui pubblicato in lingua originale è stato Elantris nel 2005, da parte della Tor Books, che ha ricevuto critiche positive. In seguito alla morte di Robert Jordan, autore della saga fantasy La ruota del tempo, la moglie, Harriet McDougal, scelse di affidare a Sanderson l'incarico di portare a termine la saga, sulla base degli appunti e delle indicazioni lasciatele dal marito.
Dal 2010 ha iniziato la sua saga composta da 10 volumi intitolata Le Cronache della Folgoluce che dovrebbe vedere la fine del primo ciclo di 5 romanzi nel 2024.

## Caratteristiche e stile

### Stile
È uno degli scrittori più prolifici, infatti, dal 2005 ha pubblicato 27 tra libri e racconti ed inoltre, sul sito ufficiale si possono osservare delle barre di completamento dei suoi lavori in corso.
Diverse delle opere di Sanderson (ad esempio le opere del Cosmoverso) sono caratterizzate dall'estrema lunghezza di foliazione, dalla complessità della trama, dal vasto intreccio di relazioni che intercorrono fra i numerosi personaggi e dall'estrema precisione nella descrizione degli universi inventati in cui si ambientano le vicende spesso curati fin nei dettagli.
I personaggi di Sanderson sono spesso dotati di un passato complesso ed articolato. Caratteristica tipica dei suoi libri è la pressoché totale assenza di volgarità o turpiloquio, se un suo personaggio deve imprecare lo fa utilizzando parole non volgari. Il suo modo di scrivere dunque si discosta molto dalle atmosfere adulte e quasi senza speranza del fantasy adulto di George Martin, avvicinandosi invece a uno stile tipicamente di High Fantasy e Heroic Fantasy. Nonostante questo Sanderson ha dimostrato di saper comunque dare un certo grado di "cupezza" alle sue opere come ad esempio nel ciclo di Mistborn.

### Leggi di Sanderson
Le tre leggi di Sanderson sono direttive generali che Brandon Sanderson ha formulato come punto di riferimento per gli autori di narrativa di genere (p. es. fantasy, fantascienza), in tema di costruzione di un universo immaginario. Benché in origine siano state formulate come regole per definire l'ambito d'azione della magia nei romanzi fantasy, Sanderson ha chiarito che le sue leggi sono applicabili non solo al fantasy, ma anche alla fantascienza.

#### Prima legge di Sanderson
- «La capacità dell'autore di risolvere in modo soddisfacente i conflitti fra personaggi tramite la magia è direttamente proporzionale al modo in cui il lettore è messo in grado di comprendere il funzionamento della suddetta magia nel contesto della narrazione.»[2] Questa legge fu enunciata per la prima volta nell'articolo di Brandon intitolato Sanderson's First Law rinvenibile sul suo sito internet.[3] [4] Nell'articolo in questione, egli identifica gli estremi fra le possibilità consentite dalla prima legge nel modo che segue:

#### Hard Magic
La magia/tecnologia ha regole ben definite che il pubblico comprende. La sua funzionalità a risolvere il conflitto è perciò tanto più grande quanto maggiore è la chiarezza con cui le possibilità e i limiti della magia/tecnologia sono delineati. Brandon contraddistingue questa modalità narrativa come "Hard Magic". C.L. Wilson nel suo articolo "Worldbuilding 101 - Making Magic" ha esplicitato questa procedura di creazione narrativa con l'aforisma "...creati le tue regole e seguile".

#### Soft Magic
La magia/tecnologia ha regole poco chiare o quantomeno vaghe, o non ne ha affatto. Un simile espediente accresce il sense of wonder nella percezione del lettore, ma azzera progressivamente la possibilità di risolvere i conflitti fra personaggi senza ricorrere al classico deus ex machina. Brandon contraddistingue questa condizione di partenza come "Soft Magic". In merito Lawrence Watt-Evans ha osservato: "Il trucco sta nell'inventarsi una divinità benevola e coerente, non un essere che sforna miracoli quando ce n'è bisogno".

#### Seconda legge di Sanderson
Sin dalla formulazione della sua prima legge, Brandon ne ha sviluppato una seconda in termini essenziali:
- "Limiti > Poteri."[7] Questa legge sancisce che i limiti del protagonista devono essere maggiori dei suoi poteri. Per spiegare questa legge, Sanderson fa riferimento a Superman: ciò che, a suo dire, lo rende interessante non sono tanto i suoi superpoteri, quanto le sue debolezze - in particolare la kriptonite e l'aderenza al proprio codice etico.[8]

#### Terza legge di Sanderson
- «Espandi ciò che hai già prima di aggiungere qualcosa di nuovo.»[9] La magia è connessa ad un mondo vivo ed è legata alla religione, guerra, vita e altri aspetti. In definitiva, il lavoro dell'autore è espandere questo mondo in tutti i suoi aspetti.[10]

#### Osservazioni critiche
John Brown, in merito al lavoro di Sanderson nel suo saggio sulla magia nella narrativa, si è domandato "quali sono le ramificazioni e i conflitti derivanti dall'attenervisi?" Patricia Wrede ha notato parecchie aporie nel sistema, a partire dalla possibilità che la magia possa sopraffare ogni altra forma di tecnica: per esempio, potrebbe influire in modo determinante sulla descrizione dell'agricoltura nell'universo immaginario in cui la magia stessa opera.
Comunque molti autori, tra i quali John Brown e la stessa Patricia Wrede hanno affermato che le teorie di Sanderson hanno influenzato le loro opere.

## Cosmoverso
Cosmoverso è il nome dell'universo dove si svolgono la maggior parte delle storie di Sanderson. Quest'idea nasce dal desiderio dell'autore di creare una lunga serie epica senza obbligare i lettori a leggere e a comprare un ingente numero di libri. Le sue opere, infatti, sono divise in base a cicli narrativi completamente distinti ed ogni saga si svolge in un pianeta differente e, inoltre, le varie narrazioni non sono connesse tra loro pur rientrando in un enorme quadro generale. Alla fine del ciclo del Cosmoverso i libri dovrebbero essere 32-36.

### Struttura del Cosmoverso
Il Cosmoverso ha la stessa struttura e fisica del nostro universo, ma tutte le vicende narrate nei romanzi si svolgono nello stesso ammasso stellare (caratterizzato perciò da un numero di stelle e pianeti molto inferiore rispetto alla Via Lattea). Si conoscono i nomi di vari pianeti del Cosmoverso:
- Yolen (Dragonsteel);
- Sel (Elantris);
- Scadrial (Mistborn);
- Nalthis (Il Conciliatore);
- First of the Sun (Sixth of the Dusk);
- Trenodia (Ombre per Silence nelle Foreste dell'inferno);
- Taldain (White Sand);
- Roshar, Ashyn e Braize (Le Cronache della Folgoluce).
- Lumar (Tress del Mare Smeraldo).
- Komashi (Yumi and the Nightmare Painter ).
- Canticle (The Sunlit Man).

L'universo fisico, tuttavia, quello che è possibile percepire con i sensi tradizionali, è solo uno dei tre piani dell'esistenza del Cosmoverso, ovvero quello che viene chiamato come Regno Fisico. Gli altri due Regni di esistenza, sono rispettivamente il Reame Cognitivo e il Regno Spirituale. I tre regni coesistono simultaneamente, l'uno sovrapposto all'altro. Ogni cosa, vivente e non vivente, esiste e ha uno specifico aspetto in ognuno di questi Regni; perfino i pianeti stessi possiedono un'anima.
Il Reame Cognitivo (detto anche Shadesmar) è il risultato delle percezioni del proprio sé, dall'Io inconscio, l'Io cognitivo degli individui. Pensieri e idee prendono forma reale in questo Regno.
Il Regno Spirituale, è invece il mondo della perfezione, dove risiedono le anime e le essenze del creato. In questo reame non esiste il concetto di spazio o distanza ma solo quello di Connessione tra creature, cose e luoghi. Leggendo le Connessioni che legano il creato è possibile vedere le infinite possibilità e ramificazioni che riserva il futuro. I Frammenti risiedono principalmente nel Regno spirituale.

### Storia del Cosmoverso
La storia del Cosmoverso riguarda un misterioso essere chiamato Adonalsium, esistito su un mondo conosciuto come Yolen. Ad un certo punto sedici persone per differenti motivazioni riuscirono a provocare, non è ancora spiegato come ma sembra mediante gli Albastrati (Dawnshards in originale), la Frantumazione (Shattering in originale) di Adonalsium in sedici differenti Frammenti (Shards in originale), ognuno di immenso potere. Le sedici persone (Shardholders o Vessels in originale) che presero questi Frammenti divennero divinità imperfette perché ciascuno di loro prese solo un pezzo della potenza originale di Adonalsium. Esse crearono nuovi mondi popolandoli con persone e differenti tipi di magia (detta Investitura). Tuttavia, ogni Frammento ha un suo Scopo che da anche il nome al singolo Frammento e le persone in possesso dei Frammenti vennero modellate in base allo Scopo (o Intento) dal Frammento stesso, come accaduto ad Ati, che da uomo generoso e buono si trasformò a immagine e somiglianza del suo Frammento Rovina.
I sedici Frammenti sono:
- Odio: il suo Shardholder era un uomo di nome Rayse per poi diventare Taravangian. Si trova su Braize nello stesso sistema di Roshar. Si trattava dell'antagonista di fondo dell'universo narrativo del Cosmoverso. A differenza della maggior parte degli altri Frammenti, che in genere scelgono un mondo e vi si stabiliscono in maniera permanente, Odio ha viaggiato a lungo nel Cosmoverso. È responsabile della morte di almeno quattro frammenti: Devozione, Dominio, Ambizione e Onore. In Vento e Verità questo Frammento si unisce a Onore dando origine a Castigo.
- Onore: il suo Shardholder era Tanavast poi per breve tempo Dalinar Kholin e infine Taravangian. Si trovava su Roshar. Rayse è responsabile della morte di Tanavast e della frantumazione del Frammento Onore. In Vento e Verità questo Frammento viene riformato da Dalinar Kholin per poi venire combinato da Taravangian con Odio dando origine a Castigo.
- Castigo: il suo Shardholder è Taravangian. Si tratta del Frammento più recente e più potente mai creato. Si forma alla fine del romanzo Vento e Verità dall'unione dei Frammenti Onore e Odio.
- Coltivazione: il suo Shardholder è Koravellium Avast. In origine Koravellium era un drago per poi assumere dopo la sua Ascensione una forma diversa. Si trovava su Roshar da cui è scappata dopo la formazione di Castigo alla fine di Vento e Verità.
- Rovina: il suo Shardholder era Ati. Si trovava su Scadrial. Durante la prima saga di Mistborn, Vin riesce a sconfiggerlo ed il Frammento passa nelle mani di Sazed. Nel finale di Mistborn: Il Campione delle Ere questi lo combina con il Frammento Preservazione, creando così il Frammento Armonia.
- Preservazione: il suo Shardholder era Leras. Si trovava su Scadrial. Nel finale di Mistborn: Il Campione delle Ere viene combinato, da Sazed, con Rovina per creare Armonia.
- Armonia:: il suo Shardholder è Sazed. Si trova su Scadrial. Creato nel finale di Mistborn: Il Campione delle Ere combinando i Frammenti Rovina e Preservazione.
- Devozione: il suo Shardholder era Aona. Si trovava su Sel. Aona è stata uccisa da Rayse e il frammento è stato scheggiato per evitare che vengano recuperati e utilizzati contro di lui. I resti della sua Investitura è stata combinata con i resti dell'Investitura di Dominio per creare l'AonDor fonte magica da cui attingono in maniera diversa le rune Aon, il ChayShan e le trasformazioni Dakhor.
- Dominio: il suo Shardholder era Skai. Si trovava su Sel. Skai è stato ucciso da Rayse e il suo Frammento scheggiato. I resti della sua Investitura è stata combinata con i resti dell'Investitura di Devozione per creare l'AonDor fonte magica da cui attingono in maniera diversa le rune Aon, il ChayShan e le trasformazioni Dakhor.
- Concessione: il suo Shardholder è Edgli. Si trova su Nalthis.
- Autonomia: il suo Shardholder è Bavadin. Si trova su Taldain.
- Ambizione: il suo Shardholder è Uli Da, si trovava su Trenodia. Rayse si è scontrato anche con lei, sconfiggendola, ed il suo Frammento è stato frantumato.
- Invenzione: il suo Shardholder è Chan Ko Sar. Frammento nominato per la prima volta ne Il Ritmo della Guerra. In Vento e Verità viene affermato che Invenzione a differenza degli altri Frammenti non si è stabilito su un pianeta ma viaggi per il Cosmoverso.
- Stravaganza: Frammento nominato per la prima volta ne Il Ritmo della Guerra, il suo Shardholder è ignoto.
- Pietà: Frammento nominato per la prima volta ne Il Ritmo della Guerra, il suo Shardholder è ignoto. Viene rivelato il fatto che abbia preso parte allo scontro tra Ambizione e Odio su Trenodia ma non è chiaro se si sia stabilita su quel mondo.
- Valore: il suo Shardholder è il drago Medelantorius, Frammento nominato per la prima volta ne Il Ritmo della Guerra.
- Virtuosity: Frammento nominato per la prima volta ne Yumi and the Nightmare Painter, il suo Shardholder è ignoto. Si trova su  Komashi.
- Ragione: il suo Shardholder è Euridius, Frammento nominato per la prima volta in Vento e Verità.

### Collegamenti nel Cosmoverso
Mentre nel Reame Fisico i pianeti del Cosmoverso sono separati da distanze siderali, per lo più impraticabili senza una tecnologia avanzata, nel reame cognitivo esse sono irrilevanti: infatti solo i luoghi con vita senziente e capace di pensiero hanno un riflesso nel reame cognitivo. Il vuoto spaziale, mancando di qualsiasi interazione psichica, non ha un aspetto nel reame cognitivo e pertanto non esiste. Il risultato è che le distanze sono immensamente accorciate. Così i pianeti con vita senziente si trovano tra loro solo a pochi giorni o settimane di cammino l'uno dall'altro.
Ci sono personaggi, chiamati dai fan e dall'autore Worldhoppers, che compaiono in saghe ambientate su pianeti diversi. Il maggior esempio di questo è il ricorrente personaggio di Hoid che compare in Mistborn, Elantris, Il Conciliatore ed infine ne Le Cronache della Folgoluce con lo pseudonimo di Arguzia; altri esempi possono essere Vasher, personaggio de Il Conciliatore, che compare anche ne Le Cronache della Folgoluce con il nome di Zahel oppure la sua spada parlante Sanguinotte, anch'essa originaria di Nalthis, che compare negli ultimi capitoli di Parole di Luce, secondo libro de Le Cronache della Folgoluce.
La organizzazione segreta denominata Diciassettesimo Frammento (Seventeenth Shard in originale) menzionata in La Via dei Re e che dà la caccia ad Hoid sembra raggruppare diversi Worldhoppers. Anche i malvagi Sanguispettri (Ghostbloods in originale) capitanati da Mraize sembrano appartenere a questa categoria.
Il vero problema per i Worldhoppers è rappresentato dalla transizione dal Reame Fisico a quello Cognitivo (e viceversa). Il metodo più comunemente utilizzato è quello di un viaggio attraverso una Perpendicolarità, un ponte dimensionale stabile che unisce i tre reami del Cosmoverso.
Una Perpendicolarità (Perpendicularity) è una congiunzione stabile tra il Reame Fisico, quello Cognitivo e quello Spirituale. Sono usate dai Worldhoppers per passare da un pianeta all'altro del Cosmoverso. Si formano attraverso la massiccia concentrazione di Investitura che avvicina i tre regni e consente il viaggio tra di loro. Per questo motivo, si trovano più comunemente nei luoghi in cui si concentra il potere di uno dei Frammenti, spesso sotto forma di una pozza di liquido. Di conseguenza, la loro presenza viene spesso utilizzata per indicare della loro presenza.
Le Perpendicolarità note nei singoli pianeti sono:
- Scadrial:
  - Rovina: la vasca sotto le fosse di Hathsin era la Perpendicolarità di Rovina; era il percorso principale utilizzato dai commercianti inter-mondiali prima di essere distrutto da Kelsier.[24]
  - Preservazione: la sua Perpendicolarità era il Pozzo dell'Ascensione. Servì da prigione di Rovina, rendendolo estremamente pericoloso.[24]
  - Armonia: se Armonia ha una Perpendicolarità e se si tratta di una o due perpendicolarità, non è stato rivelato. Un articolo su The House Record, giornale di Elendel, menziona una possibile, anche se non confermata, piscina che potrebbe essere la perpendicolarità di Armonia.[25]
- Sel:
  - Devozione: La pozza vicino Elantris è la Perpendicolarità di Devozione.
  - Dominio: dovrebbe esserci una seconda Perpendicolarità su Sel, presumibilmente di Dominio.
- Trenodia:
  - Il pianeta non ha una Perpendicolarità stabile, ma piuttosto numerose instabili e imprevedibili che potrebbero essere dovute il fatto che il frammento di Ambizione sia morto vicino al sistema ha un'influenza molto maggiore sulla loro creazione.[26]
- First of the Sun:
  - Questo pianeta è noto per avere una Perpendicolarità, presumibilmente l'Occhio di Patji, un lago color smeraldo sull'isola di Patji. Patji è un avatar di Autonomia, che è probabilmente la causa della Perpendicolarità.[27]
- Roshar:
  - Coltivazione: la perpendicolarità di Coltivazione si trova nei Picchi dei Mangiacorno, sotto la superficie di uno dei laghi caldi all'interno dei Picchi. Per i Worldhoppers di Roshar, è il principale metodo di viaggio tra Roshar e Shadesmar.[28]
  - Onore: la Perpendicolarità di Onore è ben nota tra i Worldhoppers e gli spren per essere instabile e pericolose.[28] Dalinar, durante la Battaglia della Piana di Thaylenah in Giuramento, riesce ad aprire questa Perpendicolarità giurando il Terzo Ideale dei Forgialegami. La Perpendicolarità si chiude da sola in pochi minuti.[29]
  - Tra i Cavalieri Radiosi, il Flusso di Traslazione (derivante dal Legame Nahel una forma di Investitura di Onore) crea temporaneamente un perpendicolarità in miniatura, permettendo ad un'Altrovocante o Plasmavolere di viaggiare in Shadesmar da qualsiasi luogo. Tuttavia, il ritorno al Reame fisico rappresenta una sfida molto più grande e può essere eseguita solo in alcuni luoghi.[30]
- Nalthis:
  - Dote: la posizione della Perpendicolarità di Dote non è specificata. Si trova, tuttavia, da qualche parte nella giungla di Hallandren. La pianta chiamata le Lacrime di Edgli devono la loro esistenza e le loro proprietà insolite come materiale colorante per via dell'assorbimento dell'Investitura che scorre dalla Perpendicolarità.[31]

### Hoid
Il ricorrente personaggio di Hoid è una delle chiavi per la comprensione del Cosmoverso. Egli era presente al momento della Frantumazione di Adonalsium e gli fu offerto di prendere uno dei Frammenti ma rifiutò. Egli appare su tutti i pianeti del Cosmoverso, sotto diversi nomi, aiutando di volta in volta i protagonisti di turno delle varie vicende ambientate su tali pianeti. Da alcune lettere apparse in spezzoni all'interno dei libri de Le Cronache della Folgoluce si possono ricavare diverse informazioni sui suoi intenti e si evince che Hoid sia in guerra con Rayse e Bavadin i quali, in particolare il primo, sembrano mirare a creare caos sui pianeti del Cosmoverso al fine di scheggiare e distruggere gli altri Frammenti.
In Elantris Hoid si presenta come un mendicante ed aiuta Sarene a contrabbandare le armi nella città di Elantris. In The Emperor's Soul Hoid si è infiltrato nel palazzo imperiale come buffone di corte e s'impossessa, grazie all'aiuto di Shai, del Moon Scepter. Ne L'Ultimo Impero Hoid appare di nuovo come un mendicante e viene consultato da Kelsier perché è il miglior informatore della capitale. Ne Il Pozzo dell'Ascensione Hoid è l'anziano terrisiano con cui Elend discute dell'attacco subito da Terris da parte degli Inquisitoti d'Acciaio. Ne Il Campione delle Ere Hoid torna al suo mestiere di informatore e questa volta è Vin a doversi incontrare con lui, tuttavia la ragazza prima di parlare con lui percepisce una spiacevole sensazione (indotta da Rovina) e rinuncia a parlargli. Ne Il Conciliatore Hoid appare nelle vesti di un cantastorie e viene assunto da Lievecanto per narrare a Siri i retroscena della storia di Hallandren. Nelle Cronache della Folgoluce assume l'identità di Arguzia ed aiuta in vari modi i diversi protagonisti.
Sanderson ha dichiarato che che la saga di Dragonsteel narrerà la gioventù di Hoid su Yolen durante la Frantumazione di Adonalsium e che la saga Mistborn Era 4 che concluderà le vicende del Cosmoverso lo vedrà come principale protagonista.

### Sviluppo della saga
Al momento la saga è in corso di stesura e pubblicazione.
Secondo quanto dichiarato da Sanderson l'inizio della saga del Cosmoverso e prequel di tutti gli avvenimenti delle serie ambientate sui vari pianeti sarà la trilogia denominata Dragonsteel in cui verranno trattate le origini di Hoid su Yolen e la Frantumazione di Adonalsium.
Sanderson ha progettato la scrittura di due sequel di Elantris, specificando che intende cominciare a lavorarci dopo il quinto romanzo di Le cronache della Folgoluce, ma prima di iniziare la seconda trilogia di Mistborn.
Nei progetti di Sanderson, la serie di Mistborn sarà completata e conclusa da due ulteriori trilogie, indicate con il nome di Era 3 e Era 4. La prima ambientata durante un periodo analogo agli inizi dell'era dell'informazione, inizialmente Sanderson aveva pianificato di narrare di una specie di SWAT di allomanti alla caccia di un serial killer Mistborn, ma in seguito ha dichiarato di star pianificando una sorta di spy thriller. Mentre la seconda sarà una space opera con tecnologia alimentata dall'Allomanzia e vedrà come protagonista Hoid.
Una cronologia molto grezza per la saga del Cosmoverso secondo quanto dichiarato dall'autore in varie interviste potrebbe essere la seguente:
- Trilogia di Dragonsteel
- Trilogia di White Sand
- Trilogia di Elantris e The Hope of Elantris
- The Emperor's Soul
- Mistborn Era 1
- Il Conciliatore (Warbreaker) e Nightblood
- Ombre per Silence nelle Foreste dell'inferno (Shadows for Silence in the Forests of Hell)
- Arcanum Unbounded
- Le Cronache della Folgoluce (The Stormlight Archive, dal 1° al 5° libro)
- Mistborn Era 2
- Le Cronache della Folgoluce (The Stormlight Archive, dal 6° al 10° libro)
- Mistborn Era 3
- Sixth of the Dusk
- Mistborn Era 4

## Opere

### Opere ambientate nel Cosmoverso
Elantris 
- Elantris (Elantris, 2005), Fanucci Editore, 2013
  - La speranza di Elantris (The Hope of Elantris, 2006)
  - L'Anima dell'Imperatore (The Emperor's Soul, 2012)

 Mistborn 
- Era 1 
  - Mistborn: L'Ultimo Impero (The Final Empire, 2006), Fanucci Editore, 2009; Mondadori Editore, 2021
  - Mistborn: Il Pozzo dell'Ascensione (The Well of Ascension, 2007), Fanucci Editore, 2010; Mondadori Editore, 2022
  - Mistborn: Il Campione delle Ere (The Hero of Ages, 2008), Fanucci Editore, 2011; Mondadori Editore, 2022
- Era 2: Serie di Wax e Wayne
  - Mistborn: La Legge delle Lande (Mistborn: The Alloy of Law, 2011), Fanucci Editore, 2013; Mondadori Editore, 2023
  - Mistborn: Le Ombre Residue (Mistborn: Shadows of Self, 2015), Mondadori Editore, 2023
  - Mistborn: Le Fasce del Lutto (Mistborn: Bands of Mourning, 2016), Mondadori Editore, 2024
  - Mistborn: Il Metallo Perduto (Mistborn: The Lost Metal, 2022), Mondadori Editore 2024
- Romanzi brevi e racconti (contenuti in Arcanum Unbounded Mondadori Editore, 2021)
  - L'Undicesimo Metallo (The Eleventh Metal, 2011), racconto allegato al gioco Mistborn Adventure Game
  - L'Allomante Jak e le Fosse di Eltania (Allomancer Jak and the Pits of Eltania, 2014)
  - Mistborn: Storia Segreta (Mistborn: Secret History, 2016), romanzo breve, complemento alla prima trilogia[48]

 Le Cronache della Folgoluce 
- La via dei re (The Way of Kings, 2010), Fanucci Editore, 2011; Mondadori Editore, 2022
- Parole di luce (Words of Radiance, 2014), Fanucci Editore, 2014; Mondadori Editore, 2022
- Edgedancer (Edgedancer, 2016), romanzo breve, Mondadori Editore, 2021
- Giuramento (Oathbringer, 2017), Mondadori Editore, 2019
- Dawnshard (2020), romanzo breve, inedito in Italia
- Il Ritmo della guerra (Rhythm of War, 2020), Mondadori Editore, 2020
- Vento e Verità (Wind and Truth, 2024), Mondadori Editore, 2025

 Saga del Conciliatore 
- Il Conciliatore (Warbreaker, 2009), Fanucci Editore, 2012

 White Sand 
Graphic novel ambientata su Taldain, altro pianeta del Cosmoverso.
- Sabbia Bianca (White Sand 1 - 2016; White Sand 2 - 2018; White Sand 3 -2019), Mondadori Editore, 2021 - Raccoglie i tre volumi

 Tress 
Romanzo ambientato su Lumar, altro pianeta del Cosmoverso. È stato il primo dei progetti segreti rilasciati nel 2023 come parte di una campagna Kickstarter.
- Tress del Mare Smeraldo (Tress of the Emerald Sea, 2023)[50], Mondadori Editore, 2024

 Yumi 
Romanzo ambientato su Komashi, altro pianeta del Cosmoverso.  È stato il terzo dei progetti segreti rilasciati nel 2023 come parte di una campagna Kickstarter.
- Yumi and the Nightmare Painter (2023)[51], inedito in Italia

 The Sunlit Man 
Romanzo ambientato su Canticle, altro pianeta del Cosmoverso. È il quarto e ultimo dei quattro progetti segreti rilasciati nel 2023 nell'ambito di una campagna Kickstarter.
- The Sunlit Man (2023)[52], inedito in Italia

 Isles of the Emberdark 
Romanzo ambientato su Drominad, altro pianeta del Cosmoverso. È un quinto progetto segreto annunciato nel 2024. Si tratta del sequel della storia di Sesto del Vespro.
- Isle of the Emberdark, in uscita negli Stati Uniti nel 2025

 Racconti 
- Ombre per Silence nelle Foreste dell'inferno (Shadows for Silence in the Forests of Hell) in Dangerous Women, antologia curata da George R.R. Martin e Gardner Dozois (racconto, 2013). In Italia fa parte del secondo volume in cui è stata suddivisa l'antologia originale, La ragazza nello specchio e nuove storie di donne pericolose (Mondadori, 2015) ed è contenuto in Arcanum Unbounded (Mondadori Editore, 2021)
- Sesto del Vespro (Sixth of the Dusk) in Shadows Beneath, curato da Peter Ahlstrom (2014), e anche contenuto in Arcanum Unbounded (Mondadori Editore, 2021)

 Antologie 
- Arcanum Unbounded: La Collezione Cosmoverso (Arcanum Unbounded: The Cosmere Collection, 2016), Mondadori Editore, 2021 [54]

### La Ruota Del Tempo

#### Romanzi
Questi tre romanzi furono scritti da Brandon Sanderson, ma si basano su materiale (manoscritto, registrato) composto e ordinato da Robert Jordan. Essi sono i volumi 12, 13 e 14 della saga de La Ruota del Tempo.
- Presagi di tempesta (2009), Fanucci Editore, 2011 - coautore con Robert Jordan
- Le torri di mezzanotte (2010), Fanucci Editore, 2012 - coautore con Robert Jordan
- Memoria di luce (2013), Fanucci Editore, 2013 - coautore con Robert Jordan

#### Racconti
- River of Souls in Unfettered, antologia curata da Shawn Speakman (breve storia che parla di uno dei Reietti de La Ruota del Tempo, 2013), inedito in Italia
- A Fire Within the Ways, in Unfettered III, antologia curata da Shawn Speakman (scena non canonica cancellata da Memoria di luce, 2019)

### Trilogia degli Eliminatori

#### Romanzi
- Steelheart (2013), Fanucci Editore, 2014
- Firefight (2015), Fanucci Editore, 2015
- Calamity (2016), Fanucci Editore, 2016

#### Racconti
- Mitosis (2013) Racconto situato tra Steelheart e Firefight, inedito in Italia
- Lux, A Texas Reckoners Novel (2021 - in formato audiolibro)[55], inedito in Italia

### Saga del Ritmatista
- Il Ritmatista (2016), Fanucci Editore, 2016

### Skyward

#### Romanzi
- Skyward (2018), Armenia Editore, 2019
- Starsight (2019), Armenia Editore, 2020
- Cytonic (2021) [56], Armenia Editore, 2022
- Defiant (2023) [57], Armenia Editore 2024

#### Racconti
- Defending Elysium (2008), racconto ambientato nello stesso universo di Skyward[58], secoli prima[59], inedito in Italia[60]
- Sunreach (2021), racconto situato tra Starsight e Cytonic con protagonista FM, inedito in Italia[61]
- ReDawn (2021), racconto situato tra Starsight e Cytonic con protagonista Alanik, inedito in Italia  [62]
- Evershore (2021), racconto situato tra Starsight e Cytonic con protagonista Jorgen, inedito in Italia [62]

### Alcatraz
Serie non ancora pubblicata in Italia.
- Alcatraz Versus the Evil Librarians (2007)
- Alcatraz Versus the Scrivener's Bones (2008)
- Alcatraz Versus the Knights of Crystallia (2009)
- Alcatraz Versus the Shattered Lens (2010)
- Alcatraz versus the Dark Talent (2016)
- Alcatraz Bastille versus the Evil Librarians: The Worldspire (2022)

### Infinity Blade series
Serie non ancora pubblicata in Italia.
- Infinity Blade: Awakening (2011) (Novella)
- Infinity Blade: Redemption (2013) (Novella)

### Legion series
Serie non ancora pubblicata in Italia.
- Legion (2012)
- Legion: Skin Deep (2014)
- Legion: Lies of the Beholder (2018)
- Legion: The Many Lives of Stephen Leeds (2018). Volume che riunisce i tre racconti che costituiscono la serie
- Stephen Leeds: Death & Faxes (2022 - in formato audiolibro)

#### Antologie
- Legion and The Emperor's Soul (2013) - volume che raccoglie i due romanzi, inedito in Italia

### Frugal Wizard Multiverse
È il secondo dei progetti segreti rilasciati nel 2023 come parte di una campagna Kickstarter.
- The Frugal Wizard's Handbook for Surviving Medieval England (2023), in uscita in Italia a settembre 2025 [63]

### Dark One
Graphic novel non ancora pubblicata in Italia.
- Dark One Book 1 (2020)[64][65]
- Dark One: Forgotten (2023 - in formato audiolibro)[66]

### The Most Boring Book Ever
Libro illustrato per bambini, inedito in Italia, scritto con Kazu Kibuishi.
- The Most Boring Book Ever (2024)

### Opere brevi non tradotte e raccolte
- Centrifugal (1994) (Racconto breve)[68]
- Firstborn (2008) (Racconto breve)[69]
- I Hate Dragons (2013) (Racconto breve)[70]
- Perfect State (2015) (Novella)[71]
- Snapshot (2017) (Novella)[72]
- Magic: Children of the Nameless (2018)[73]
- Tailoered Realities, in uscita negli Stati Uniti a dicembre 2025[74]. Si tratta di una raccolta di novelle, fra cui l’inedita “Momento Zero”, “Snapshot” - “Perfect State” - “Defending Elysium - ‘Firstborn’ - “Mitosis” e altri quattro racconti. Ogni storia Include anche note dell'autore e splendide illustrazioni.DRM).

### Antologie: racconti scritti da Sanderson pubblicati in altri libri
- Heuristic Algorithm and Reasoning Response Engine in Armored, curato da John Joseph Adams (2012)[75]
- Rysn in Epic: Legends of Fantasy, curato da John Joseph Adams (tratto da La Via dei Re) (2012)[76]
- Dreamer in Games Creatures Play, curato da Charlaine Harris e Toni L. P. Kelner (racconto breve) (2014)